# Tayloria jacquemontii
Tayloria jacquemontii là một loài rêu trong họ Splachnaceae. Loài này được (Bruch & Schimp.) Mitt. mô tả khoa học đầu tiên năm 1859.